# 马赛长颈鹿
马赛长颈鹿，又名乞力马扎罗长颈鹿（英語：Kilimanjaro giraffe），是世界上体型最大的长颈鹿亚种。马赛长颈鹿源自东非，目前分布于坦桑尼亚和肯尼亚中南部地区。其毛色呈不规则锯齿状，一直延伸到蹄部。雄性马赛长颈鹿额头上会长有凸起。